# Laticoleus pedalis
Laticoleus pedalis là một loài tò vò trong họ Ichneumonidae.